# Hadennia jutalis
Hadennia jutalis är en fjärilsart som beskrevs av Walker 1858. Hadennia jutalis ingår i släktet Hadennia och familjen nattflyn. Inga underarter finns listade i Catalogue of Life.